# Cutremurul din Tōhoku (2011)
Cutremurul din Tōhoku din 11 martie 2011 a fost un seism de magnitudine 9,1 MW cu epicentrul în regiunea Tohoku din oceanul Pacific, în apropierea orașului japonez Sendai, aflat pe coasta de est a Japoniei. Cutremurul a provocat valuri tsunami ale Pacificului de până la zece metri în înălțime. Pe scara de intensitate seismică a Agenției Meteorologice a Japoniei (care nu măsoară energia declanșată de cutremur la epicentru, ci intensitatea mișcărilor tectonice într-un anumit loc) seismul a măsurat la cota de 7 (valoarea maximă a acestei scări) în anumite zone ale prefecturii Miyagi.
Cutremurul s-a produs în ziua de vineri 11 martie 2011 la ora 05:46:23 UTC. Hipocentrul acestuia s-a aflat în largul coastei de est a regiunii Tohoku, Japonia, la o adâncime de 24,4 km. Inițial măsurată la 7,9 grade, magnitudinea a fost reestimată de serviciul de prospectare geologică al Statelor Unite la 8,8 și apoi la 8,9 grade. Cutremurul este considerat ca fiind cel mai mare din istoria Japoniei. Centrul american pentru alerte de tsunami în Pacific l-a măsurat la o intensitate de 9,1 pe scara Richter. Agenția Meteorologică a Japoniei și-a rectificat pe data de 13 martie 2011 măsurătoarea cutremurului de la 8,8 la 9,1 pe scara Richter. Înainte de cutremurul din Sendai, cel mai mare fusese marele cutremur din Hanshin din ianuarie 1995

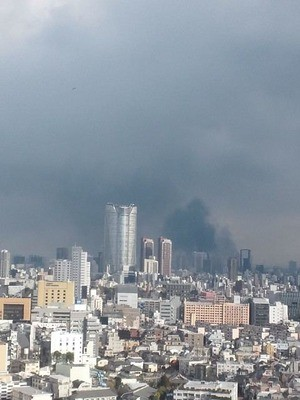
Incendii la Tokio, la scurt timp după cutremur

În urma seismului a fost declarată stare de urgență nucleară în Japonia din cauza unor probleme la centralele nucleare Fukushima I și Fukushima II din Prefectura Fukushima.
Ca urmare a cutremurului, NASA a calculat că ziua s-a scurtat cu 1,8 microsecunde din cauza rotației accelerate a Pământului. Tot datorită cutremurului s-a calculat că Japonia s-a deplasat cu 2,4 m față de poziția anterioară cutremurului.

## Cutremurul
Cutremurul a avut loc la 130 km est de Sendai, Honshu, Japonia. Epicentrul se află la 373 km depărtare de Tokio, conform serviciului de prospectare geologică al Statelor Unite și a fost urmat după 30 de minute de o replică de 7,7 grade.
Cutremurul se datorează probabil deplasării simultane a mai multor zone focale, ceea ce a creat o intensitate întâlnită doar o dată la o mie de ani. O secțiune a plăcii tectonice de 500 km lungime și 100 km lățime (sau conform altor surse de 450 km X 200 km) se crede că s-ar fi ridicat cu cel puțin 8 metri (sau conform altor surse cu până la 23 m).
Printre efectele cutremurului se numără un mare incendiu la o rafinărie de petrol din Ichihara, prefectura Chiba și un posibil incendiu într-o clădire din portul Tokio. Au fost oprite trenurile de mare viteză shinkansen (nu s-a înregistrat nicio deraiere), iar Aeroportul Haneda a suspendat funcționarea. Diferite trenuri în circulație în Japonia au fost anulate. În centrul capitalei Tokio au survenit întreruperi parțiale de curent electric, unele cartiere suferind de totale întreruperi. Pe 13 martie s-a anunțat la Tokio, că începând de luni 14 martie se va proceda sistematic în capitală și marile orașe la o raționalizare a distribuirii de energie electrică (prin întreruperi de câteva ore zilnic) din motive de securitate dar și din evidentă criză de curent.

### Consecințe ale cutremurului
Cutremurul de 9 grade pe scara Richter a durat cca 6 minute și a fost urmat de o serie de replici de magnitudine mare (7,2 Mw, 6 Mw, 7 Mw, 7,4 Mw, 7,2 Mw, 4,5 Mw, 7,9 Mw și alte valori) și de un tsunami de mare amploare.
Compania germană de asigurări Munich Re a calculat că pierderile economice ca urmare a catastrofei au fost de cca 210 miliarde de dolari americani în prima jumătate a anului 2011, fiind astfel cel mai costisitor cutremur de când firma adună statistici de acest gen (1979).

## Situația centralelor electrice nucleare
Prim-ministrul japonez a declarat pe 11 martie, că centralele nucleare au fost oprite și că nu s-au înregistrat scurgeri de substanțe radioactive.
Totuși el a declarat stare de urgență nucleară: deși cele 2 centrale nucleare din apropiere nu au fost afectate direct, iar funcționarea lor s-a întrerupt automat în momentul cutremurului, este în continuare necesar ca reactoriie să fie răciți, pentru a preveni producerea unei reacții în lanț necontrolate; pentru răcire este nevoie de curent electric, dar alimentarea cu curent electric a căzut și ea în zone mari ale Japoniei.
Cel puțin o centrală nucleară din regiune, Fukushima I, a fost nevoită să recurgă la acumulatoarele electrice de rezervă, dar acestea au o capacitate limitată. Din cauza deficitarei răciri prin sistemul de răcire normală, se procedează la răcire complementară cu apă de mare la reactorii 1 și 3 de la centrala Fukushima I și injectare de acid boric. Pe 14 martie compania TEPCO (Tokyo Electric Power Company), care administrează centrala, a făcut cunoscut că nici sistemul de răcire al reactorului 2 nu mai funcționează. Fără o răcire normală la un reactor, se poate ajunge la supraîncălzirea miezului cu material fisionabil radioactiv al reactorului până la o temperatură de 2.000 °C, crescând riscul topirii lui sau/și al unor eventuale explozii. Pe 15 martie, o declarație a autorităților din Tokio, anunță o explozie la reactorul 2 Fukushima care a avariat învelișul acestuia, provocându-se astfel o creștere a radioactivității în zona centralei. Administrația centralei vorbește despre "valori dramatice ale radioactivității". Drept urmare, populația locală din perimetrul de 30 de km în jurul centralei (care eventual nu este evacuată) a fost avizată să rămână în locuințe, pentru a nu se expune direct (este vorba de aparatul respirator) radioactivității crescute. După explozia de la reactorul 2 s-a anunțat un incendiu la reactorul 4 (care era în revizie la cutremur), care a fost stins de soldații americani, dar de acolo survine acum creștere puternică a radioactivității, direct în atmosferă. Se speculează că reactorul respectiv ar avea două găuri de dimensiuni metrice în înveliș (carcasă). 

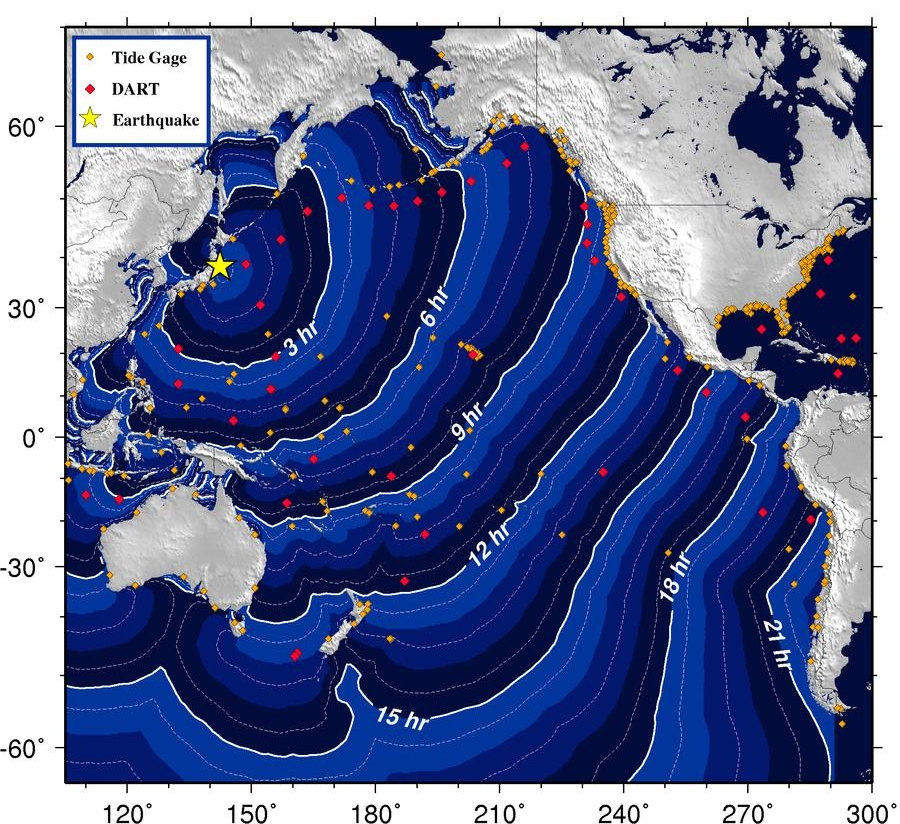
Timpul estimat de propagare a valurilor tsunami.

La 16 martie, purtătorul de cuvânt guvernamental, Yukio Edano, a comunicat că temporar, din cauza valorilor radioactive prea mari au fost întrerupte acțiunile de răcire prin udare cu apă, efectuate cu elicoptere și autovehicule aruncătoare de apă. Totodată el a precizat că ultimii 50 de lucrători ai centralei rămași acolo, au trebuit pentru un timp să fie retrași din incintă, dar între timp au revenit în centrală. Cei 50 de tehnicieni s-au oferit voluntar să continue încercările de a limita supraîncălzirea reactorilor, dar radioactivitatea extrem de mare a împiedicat sau întrerupt considerabil activitatea de răcire cu apă de mare vărsată din elicoptere sau cu aruncătoare de jeturi de apă.
Reactorii de la Fukushima au o vechime de 30-40 de ani, cel mai vechi fiind reactorul 1, care ar fi urmat tocmai în această lună (martie 2011) să fie definitiv scos din exploatare. Reactorii 2-6 au fost construiți între 1974-1979. Plănuiți ar fi încă doi reactori.
La 12 martie, la o zi după cutremur, autoritățile au făcut cunoscut că, pentru reducerea presiunii create în sala reactorului Fukushima I, supapele de aerisire au trebuit să fie deschise câtăva vreme, astfel încât gaze radioactive au ajuns în atmosferă. În vecinătatea reactorului a fost detectat și cesiu radioactiv, un indiciu al unei eventuale reacții în lanț. În zona provinciei nord-estice Miyagi, 150 de km depărtare de Fukushima a fost măsurată o radioactivitate de 400 de ori mai mare decât cea normală. Se presupune că vântul a favorizat această contaminare radioactivă a aerului.

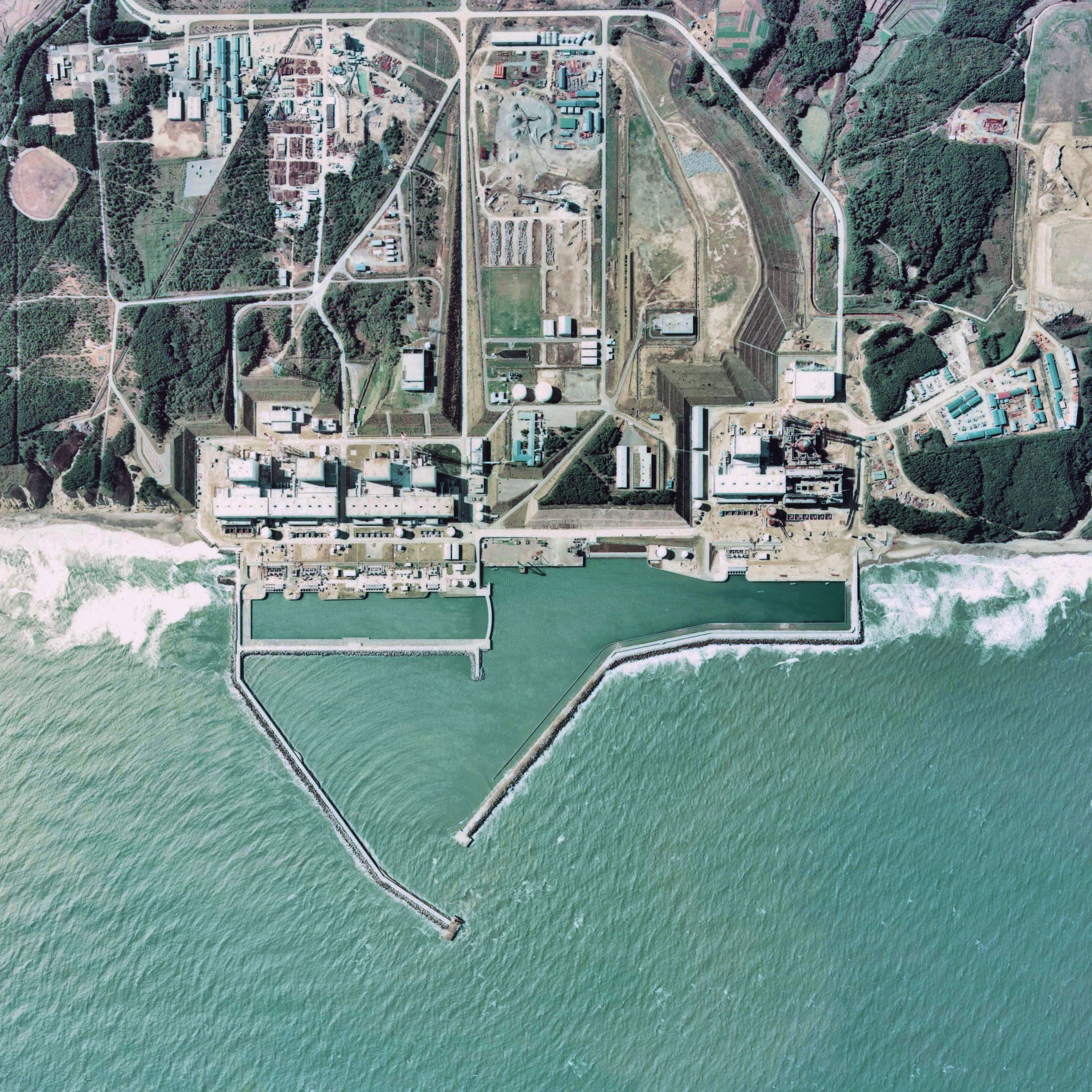
Centrala Fukushima I fotografiată din avion, 1975

Zona de evacuări a fost lărgită de la o rază de 3 km la o rază de 20 km, iar persoanele care locuiesc în zona cu o rază de la 20 la 30 km au fost rugate să stea în case. În limita de 20 km în jurul centralei erau deja pe 13 martie peste 200.000 de persoane preventiv evacuați.
La 12 martie la reactorul 1 al centralei Fukushima I a avut loc o mare explozie care a aruncat în aer acoperișul și zidurile lui; el este unul din cei 6 reactori ale centralei. Explozia se crede că a avut loc când vapori radioactivi eliberați din învelișul reactorului s-au transformat în hidrogen și s-au amestecat cu oxigenul din atmosferă. Învelișul reactorului nu pare să fi fost afectat de explozie. Pe 14 martie a avut loc o explozie și la reactorul 3, care nu ar fi afectat integritatea învelișului reactorului, și nici camera de control a reactorului (conform unei declarații a IAEA), dar care a rănit 11 persoane O particularitate a reactorului 3 de la Fukushima I este, că el folosește drept combustibil nuclear și plutoniu, pe lângă uraniu, ceea ce în caz de catastrofă reprezintă un factor de periculozitate în plus, plutoniul putând provoca și gaze foarte toxice (otrăvitoare) în afară de radiații nucleare.
La 13 martie purtătorul de cuvânt guvernamental, Yukio Edano, nu a exclus o a doua eventuală explozie la centrala Fukushima I, după cea de sâmbătă 12 martie. El aprecizat că o astfel de explozie nu ar avea urmări directe asupra securității respectivului reactor. Tot pe 13 martie s-a confirmat că există serioase probleme în capacitatea de răcire a reactorilor altei centrale nucleare, situată în vecinătatea celei de la Fukushima I, anume la centrala Tōkai. Yukio Edano a comunicat pe 14 martie că în trei (din cei șase) reactori de la Fukushima I (1, 2 și 3) există un iminent pericol de topire a miezului reactorului nuclear, la reactorul 2 fiind starea cea mai gravă, radioactivitatea din jur fiind mult crescută.
La 15 martie, în jurul orei locale 6, a avut loc încă o explozie (a patra), de această dată la reactorul 4 al centralei Fukushima I. Se precizează de către autoritățile de securitate nucleară japoneze că după explozii și două incendii, acoperișul reactorului 4 este deteriorat și doi lucrători sunt dați dispăruți.
Conform autorității de energie atomică internaționale (15 martie), administrația centralei Fukushima intenținează să îndepărteze plăci de la învelișurile (carcasele) reactorilor, pentru a împiedica acumularea (staționarea) hidrogenului generat care poate provoca explozii (deja survenite la trei din cei 6 reactori).
La 17 martie s-a anunțat că se încearcă instalarea unei noi alimentări de energie electrică spre centrală, pentru a repune răcirea reactorilor în funcțiune, ceea ce unii experți privesc cu justificat pesimism. Răcirea cu ajutorul apei aruncate din elicoptere se desfățoară dificil, nesistematic din cauza radioactivității extreme la care sunt expuse echipajele, ce sunt obligate să nu zboare mai mult de 40 de minute, chiar dacă pardoseala aparatelor de zbor este căptușită protector cu un covor de plumb. Pe de altă parte, deversarea apei de răcire se face din zbor și de la înălțime relativ mare (din cauza pericolului de iradiere a echipajelor elicopterelor), ceea ce dispersează în aer masele de apă.

## Radioactivitatea în zonă
Spicherul guvernamental Edano a comunicat că la 5 zile după cutremur, în decursul nopții de 15/16 martie, cantitatea radiației nucleare la centrala nucleară grav avariată Fukushima I a atins un total de 1.000 milisievert. Această cantitate reprezintă de o mie de ori mai multe radiații decât valoarea limită maximă admisibilă pe un întreg an la care are voie să se expună un om, în plus de radiația naturală. La o doză de valoare (neadmisibilă) între 1.000 si 6.000 de milisievert (1 ÷ 6 sievert) pot surveni simptome de febră, vomă, stare de rău, cădere de păr.
La 16 martie autoritatea americană de securitate nucleară NRC a declarat că în zona Fukushima radioactivitatea ar fi extrem de ridicată, cetățenilor americani recomandându-se (de la Washington) să părăsească zona de 80 km din jurul centralei Fukushima. Unii experți nucleari au afirmat că dacă încercările de a răci cei 6 reactori nucleare nu reușesc în decurs de 48 de ore, atunci valorile radiațiilor vor deveni atât de mari, încât vor face imposibile alte acțiuni de răcire, ceea ce va dezlănțui o contaminare radioactivă neîngrădită a întregii zone.
O declarație a agenției japoneze Kyodo (16/17 martie) citează compania Tepco (Tokio Electric Power Company, compania care conduce centrala), afirmând că încercările de răcire cu apă de mare cu ajutorul elicopterelor nu au redus radioactivitatea în zona centralei Fukushima.
La 22 martie s-a anunțat că măsurătorile companiei Tepco au arătat că apa de mare din vecinătatea reactorilor nucleari Fukushima este radiactivă / puternic contaminată. Astfel s-a măsurat pentru Cesiu 134 o iradiere de 24,8 mai mare decât cea admisibilă (normală). În regiunea din jurul Fukushima s-au constatat valori de contaminare crescute în produse locale ca lapte și spanac, Organizația Mondială a Sănătății, WHO, vorbind de o situație "serioasă".
Agenția Kyodo a făcut cunoscut la 26 martie că de la 11 martie, 17 lucrători de la centrala Fukushima sunt suprairadiați, la ei constatându-se prin măsurare o valoare a radioactivității mai mare de 100 mSievert (milisievert), valoare limită maximă admisibilă pentru un om, pe un an întreg. Autoritatea niponă de securitate atomică (NISA) a anunțat la 26 martie că apa de mare din zona coastei Fukushima este suprairadiată de 1.250 de ori peste valoare admisibilă. Legat de aceasta, Tepco apreciază că foarte probabil marea a fost contaminată de apa radioactivă de la reactorii nucleari, prin scurgeri necontrolate.
La 12 aprilie 2011 autoritățile japoneze au mărit clasificarea accidentului nuclear de la Fukushima de la nivelul 5 la nivelul 7, nivelul maxim pe scara accidentelor nucleare. Nivelul 7 a fost și nivelul declarat la accidentul nuclear da la Cernobîl în 1986.

## Tsunami
Cutremurul a declanșat o alertă de tsunami pe coasta japoneză a Pacificului și în țările învecinate: Noua Zeelandă, Australia, Rusia, Guam, Filipine, Indonezia, Papua Noua Guinee, Nauru, Hawaii, Marianele de Nord (americane) și Taiwan. Alerta de tsunami emisă de Japonia este la cel mai înalt grad, ceea ce sugerează că valul seismic ar putea avea până la 10 metri înălțime. Agenția de știri Kyodo a relatat despre un tsunami de patru metri care a lovit prefectura Iwate. Un tsunami de 10 metri a fost observat în portul Sendai. Aeroportul Sendai din prefectura Miyagi a fost inundat și el, valul pătrunzând pe uscat și luând cu el mașini și clădiri întregi.
Viteza de propagare a valului tsunami la suprafața oceanului a fost de 700–800 km/h, cam cât cea a unui avion turbojet de pasageri. În mijocul apelor înălțimea valului poate fi de ordinul a numai 0,5 m, dar, datorită întinderii sale, forțele dezvoltate sunt uriașe. Direcția principală de propagare a fost spre sud-est.
La ora 21:28 (HST) Serviciul național de meteorologie al SUA a emis un avertisment de tsunami valabil până la ora 7:00 pentru întreg arhipelagul Hawaii. Valurile tsunami au fost așteptate să ajungă în Hawaii la ora 2:59 ora locală. Ele au fost resimțite până și în Chile, pe partea diametral opusă a Pacificului, la mii de kilometri depărtare de epicentru, cu o decalare de circa 22 ore.
Valurile tsunami au măturat totul în calea lor, inclusiv avioanele din unele aeroporturi de dimensiuni reduse, iar iahturile din marele porturi ale regiunii Sendai au fost aruncate pe uscat, unele ajungând pe dealurile din vecinătatea coastei de est a Japoniei sau și pe acoperișul unor blocuri de 3 etaje. Înălțimea maximă a valului tsunami a fost măsurată la 38,9 m.

## Situația cotidiană în Japonia
La 15 martie existau deja în diferite zone deficiențe sau căderi în sistemul de aprovizionare cu energie electrică. Populația încearcă să compenseze aceasta (parțial) prin acumulatoare și baterii, care sunt mult căutate. La bursa din Tokio s-a constatat o cădere vertiginoasă a cursului acțiunilor. Unele echipe internaționale venite în ajutor după 11 martie s-au reîntors acasă, fără să fi avut posibilitatea să intervină în zona cutremurului, Sengai, din cauza blocării drumurilor și haosului general. Produsele alimentare și bunurile strict necesare vieții sunt mult căutate, populația încercând să se pregătească pentru o situație și mai grea, ce ar putea surveni printr-o emanație de radiații de la reactorii nucleari de la Fukushima. La 15 martie s-a comunicat prin mass-media că lucrătorilor din zona Tokio ai unor mari firme internaționale (IBM, BMW, Infineon) li s-a propus de către respectivele administrații să se mute în sudul Japoniei. La data de 16 martie erau cazate în 2.400 adăposturi de necesitate 440.000 persoane; acolo se face deja simțită lipsa apei potabile și alimentelor. Peste 850.000 de locuințe din nord-estul Japoniei sunt, în ciuda temperaturilor în jur de 0 °C, fără energie electrică. Unele ambasade din capitala Tokio se reorientează spre sudul Japoniei, mai departe de centralele nucleare avariate de la Fukushima. Tokio este la 250 km sud de Fukushima; are (împreună cu periferiile) peste 30.000.000 de locuitori. Spațiul aerian din raza de 30 km de la Fukushima a fost interzis pentru avioane, pentru ca ele să nu răspândească radioactivitatea spre alte regiuni. În taberele cu adăposturi provizorii pentru evacuați lipsesc alimente și medicamente, sunt condiții de cazare grele pe o vreme friguroasă, fiind vizibilă lipsa de căldură și energie, inclusiv combustibil gaz. La 18 martie s-a comunicat că din cauza lipsei de căldură peste 20 de persoane au murit în taberele de evacuați. Ministrul economiei, Kaieda, și-a avertizat concetățenii la 17 martie să reducă drastic consumul de curent electric, deoarece în caz contrar în orele de vârf ar putea surveni un colaps (întrerupere) al alimentării cu energie electrică pe mari regiuni, inclusiv Tokio. Lipsa de energie a fost provocată de avaria catastrofală de la Fukushima însoțită și de căderea altor centrale electrice japoneze după cutremur. Guvernul japonez a apreciat la 25 martie că daunele provocate de cutremur și tsunami asupra clădirilor și drumurilor ating o valoare de aproximativ 200 miliarde €.

## Victime omenești
Încă în cursul zilei cutremurului agențiile de știri au exprimat temerea că de pe urma tsunamiului vor fi sute de morți.
La 24 ore după cutremur și tsunami autoritățile au apreciat numărul victimelor provocate de ele la peste 1.400 morți și dispăruți, 1.000 de răniți și 215.000 de sinistrați.
La 13 martie s-a anunțat că există indicii că în localitatea portuară Minamisanriku cu 17.000 locuitori din prefectura Miyagi ar putea fie un număr de aproximativ 9.000 de victime, de la care actualmente nu se semnalează nici un semn de viață.
Numărul de morți și dispăruți în urma cutremurului a fost citat la 14 martie de poliția japoneză ca fiind de 5.000, în plus probabil cele 9.000 de persoane din prefectura Miyagi care sunt cotate deocamdată drept dispărute.
La 25 martie numărul publicat al morților s-a ridicat la pese 10.000 au confirmat autoritățile japoneze. Numărul total al victimelor cutremurului (morți și dispăruți) se ridică astfel la peste 27.500.
La 11 aprilie, când s-a comemorat 1 lună de la catastrofă, autoritățile au comunicat că în total au fost 28.000 morți. Dispăruții încă nedescoperiți nu se mai pot afla în viață după atâta vreme.
În următorul tabel sunt afișate statisticile în urma puternicului cutremur din 11 martie, aceste date fiind actualizate pe 4 aprilie 2011.
| Decedați             | Persoane dispărute | Răniți | Locuințe distruse | Nivelul de radiație (μSv/h) |
| Prefectura Iwate     |                    |        |                   |                             |
| 3.825                | 4.091              | 154    | 15.021            | 0.025                       |
| Prefectura Miyagi    |                    |        |                   |                             |
| 8.017                | 6.387              | 2.987  | 29.670            | 0.079                       |
| Prefectura Fukushima |                    |        |                   |                             |
| 1.226                | 3.236              | 229    | 2.413             | 2.17                        |
| Prefectura Ibaraki   |                    |        |                   |                             |
| 22                   | 1                  | 687    | 524               | 0.159                       |
| Prefectura Chiba     |                    |        |                   |                             |
| 18                   | 2                  | 233    | 695               | 0.059                       |
| Prefectura Tokyo     |                    |        |                   |                             |
| 7                    | 0                  | 77     | 3                 | 0.088                       |
| 13.115               | 13.717             | 4.367  | 48.326            | 0.43                        |

- Sursă: Financial Times

## Urmări geofizice
Institutul de geofizică și vulcanologie din Italia a făcut cunoscut, că seismul din Sendai a cauzat deplasarea axei de rotație a Pământului cu 10 cm, care ar fi cea mai mare de la cutremurul de gradul 9,5 din Chile de la 22 mai 1960. Tot în urma acestui cutremur, prin mișcările provocate în scoarța terestră, insula japoneză cea mai mare, Honshū, s-a deplasat cu 2,4 metri.
Peninsula Oshika din prefectura Miyagi s-a deplasat spre est cu 5,3 m și s-a scufundat cu 1,2 m.

## Imagini capturate în urma tsunamiului

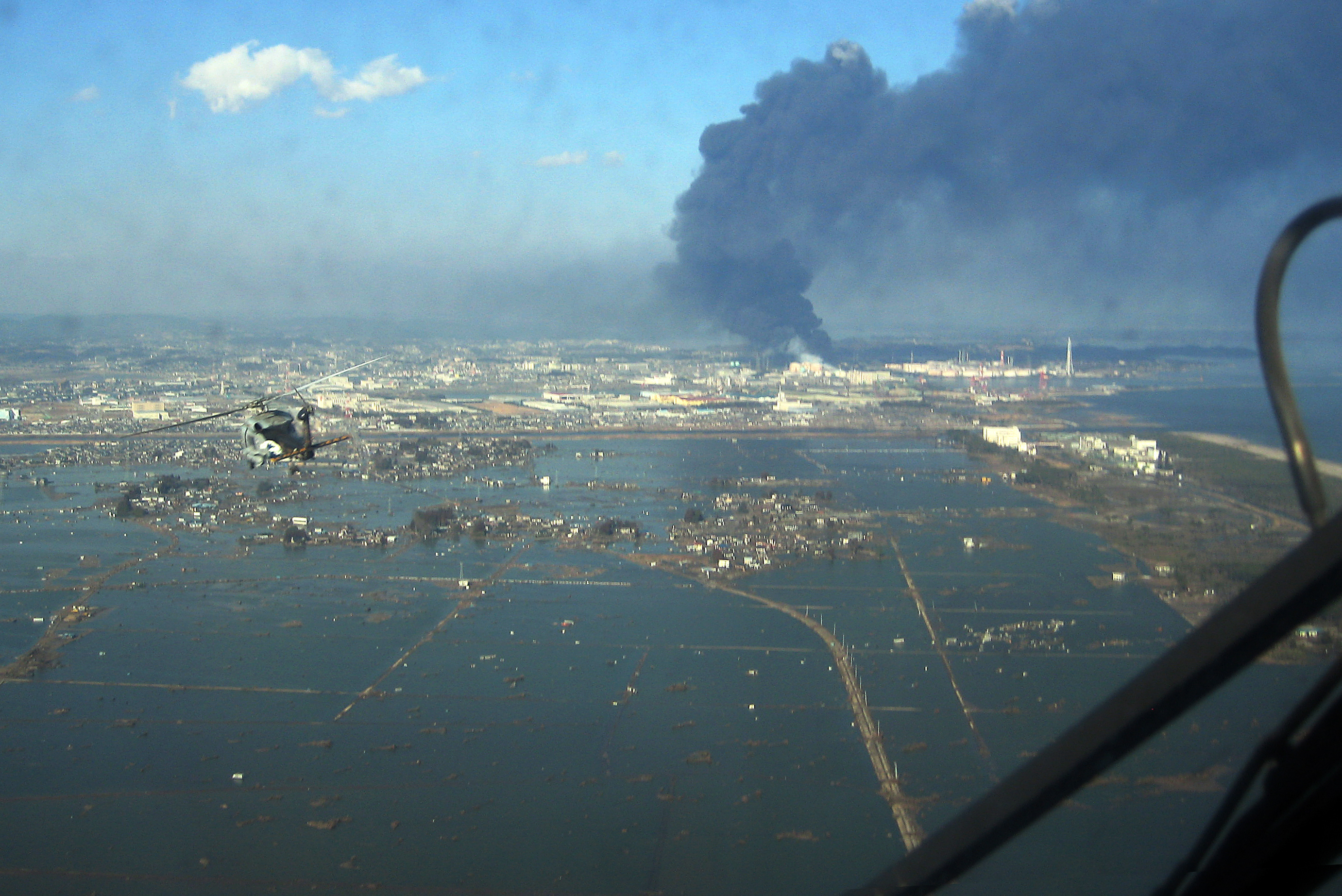
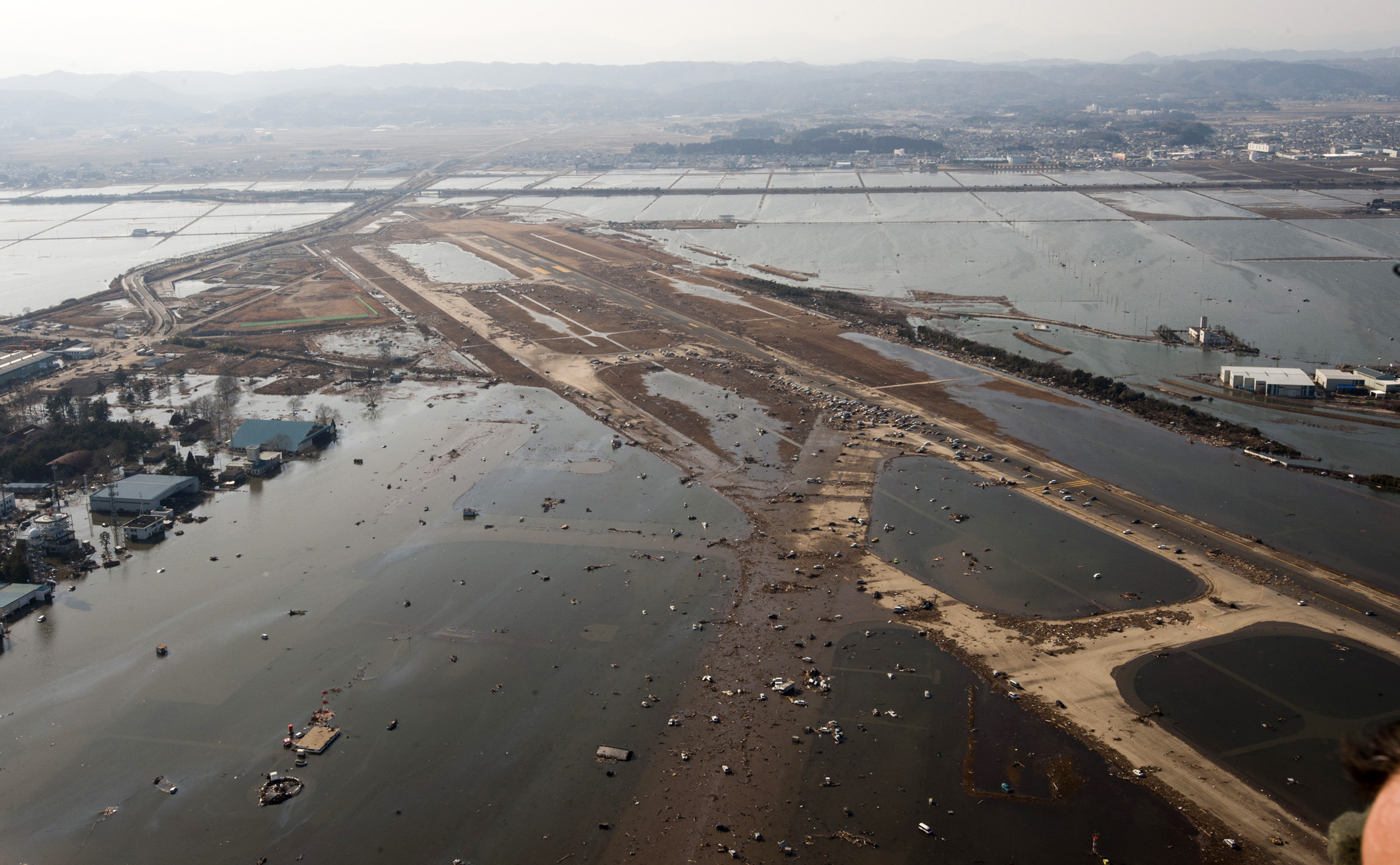
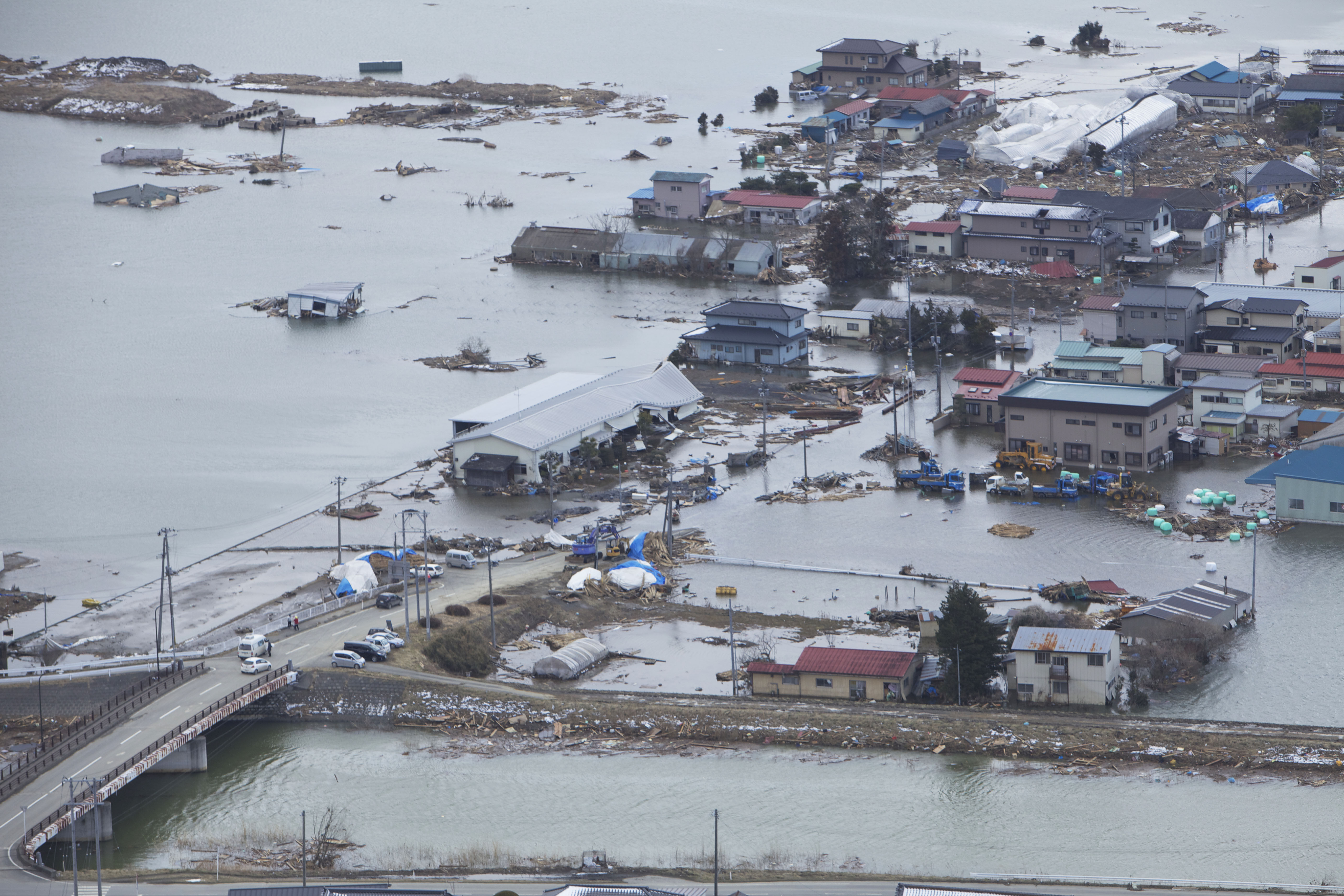
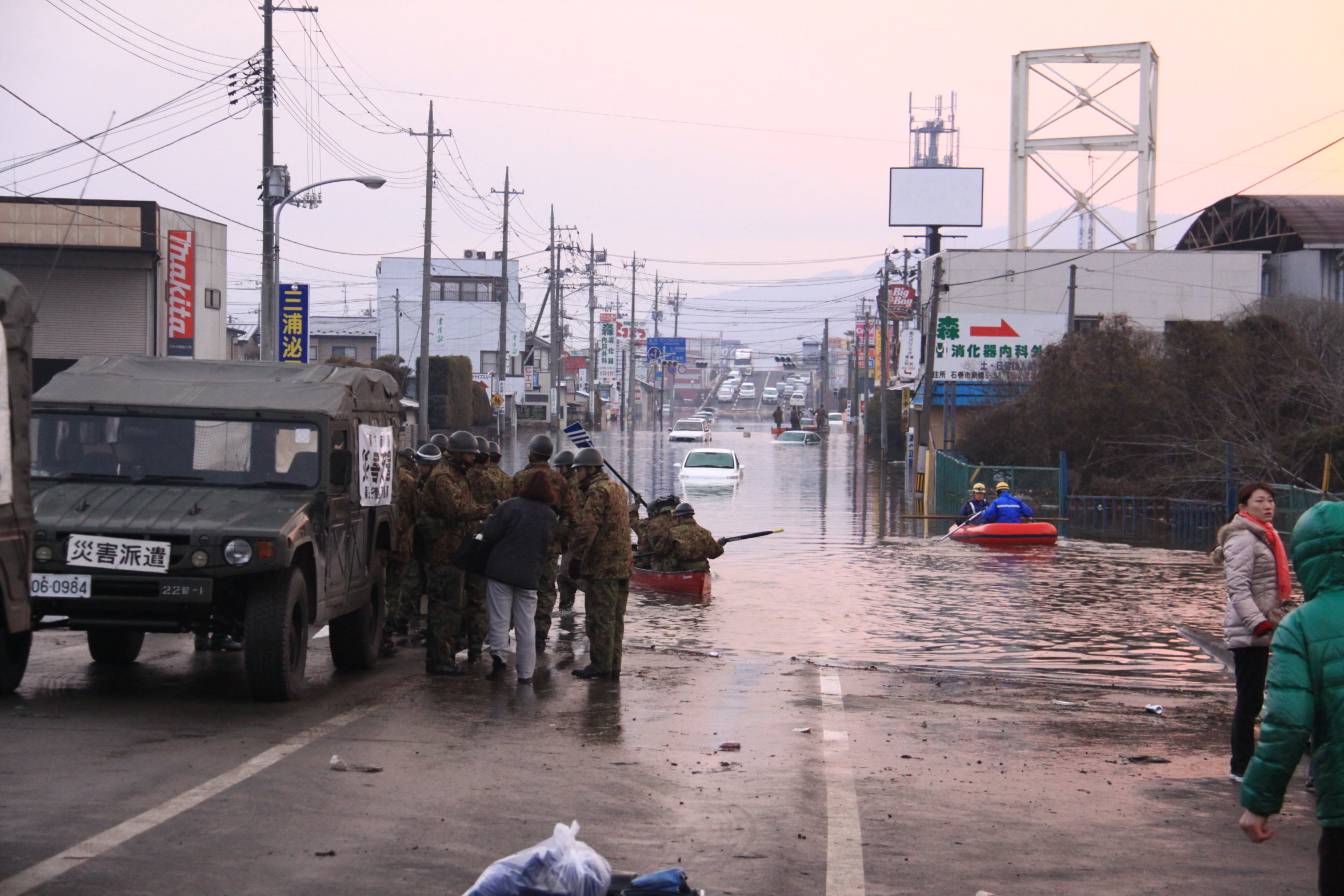
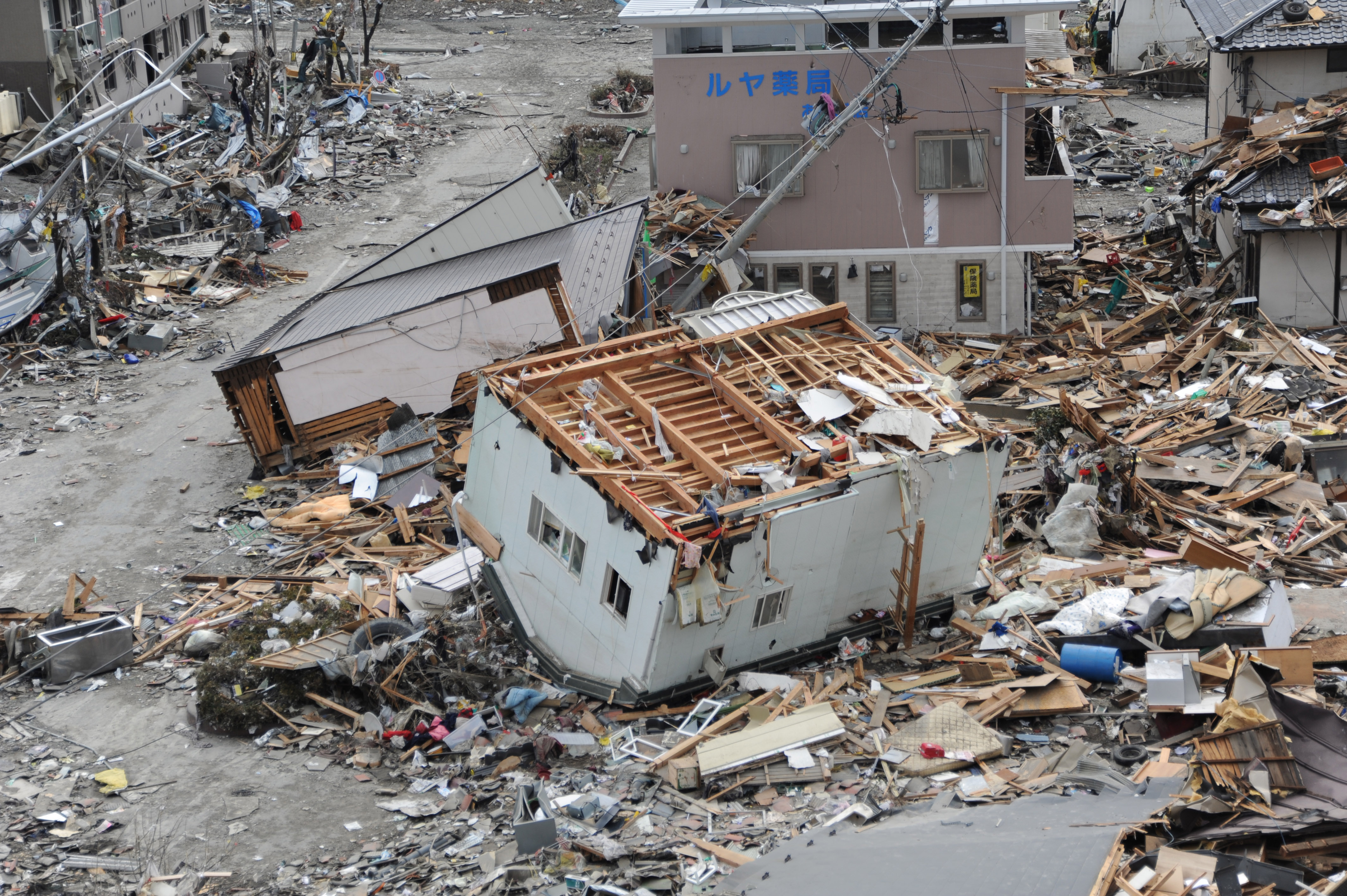
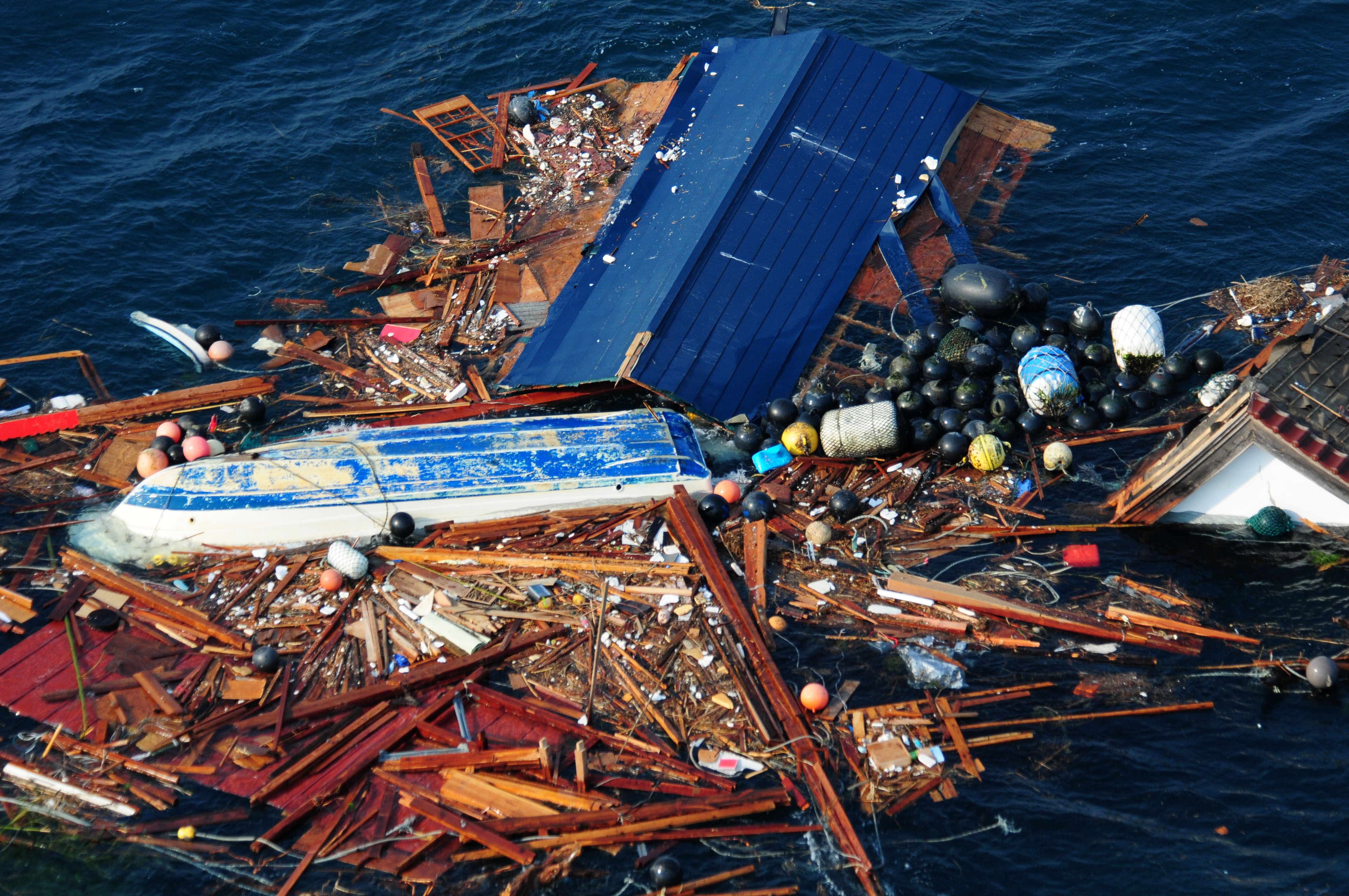
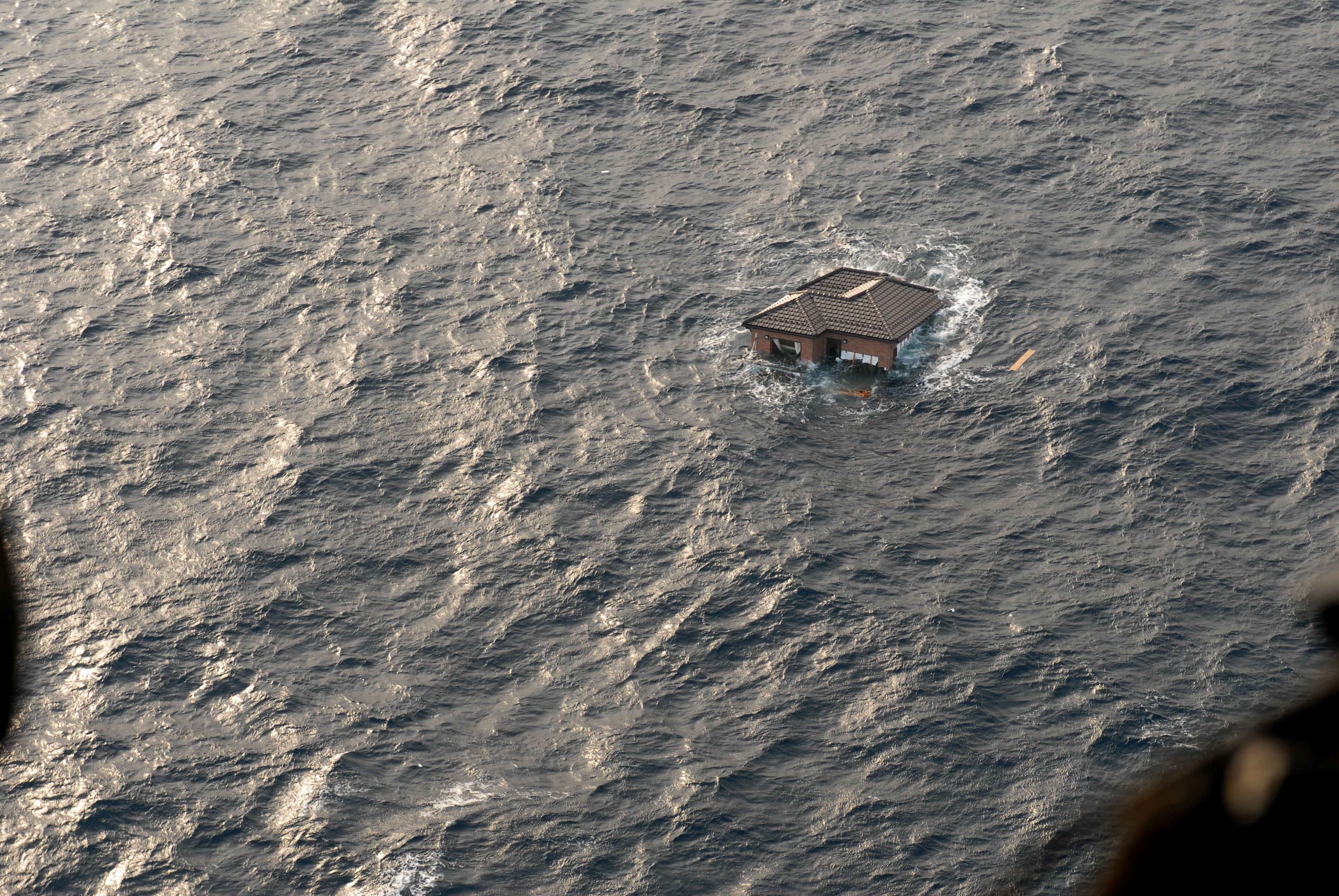
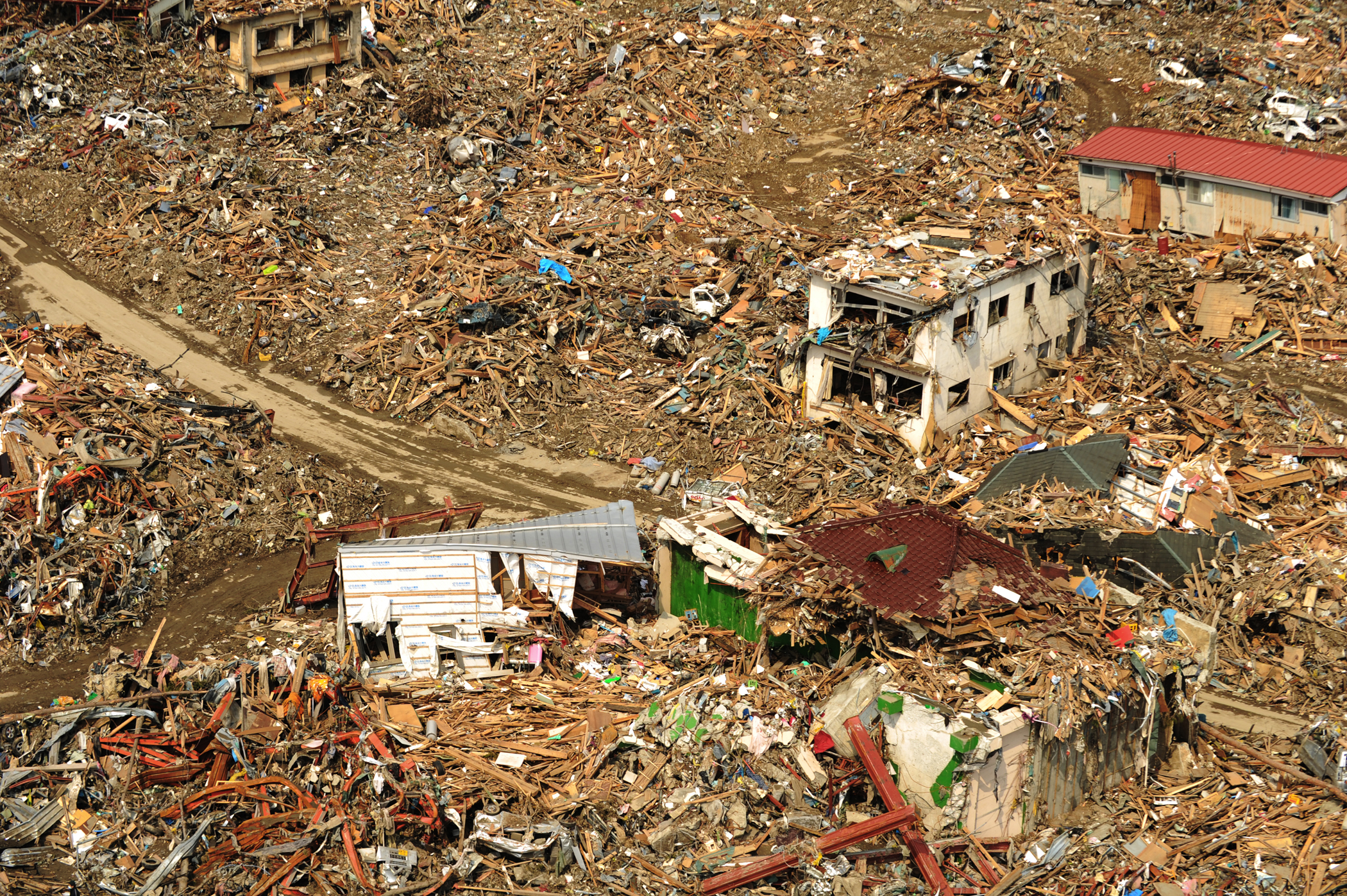
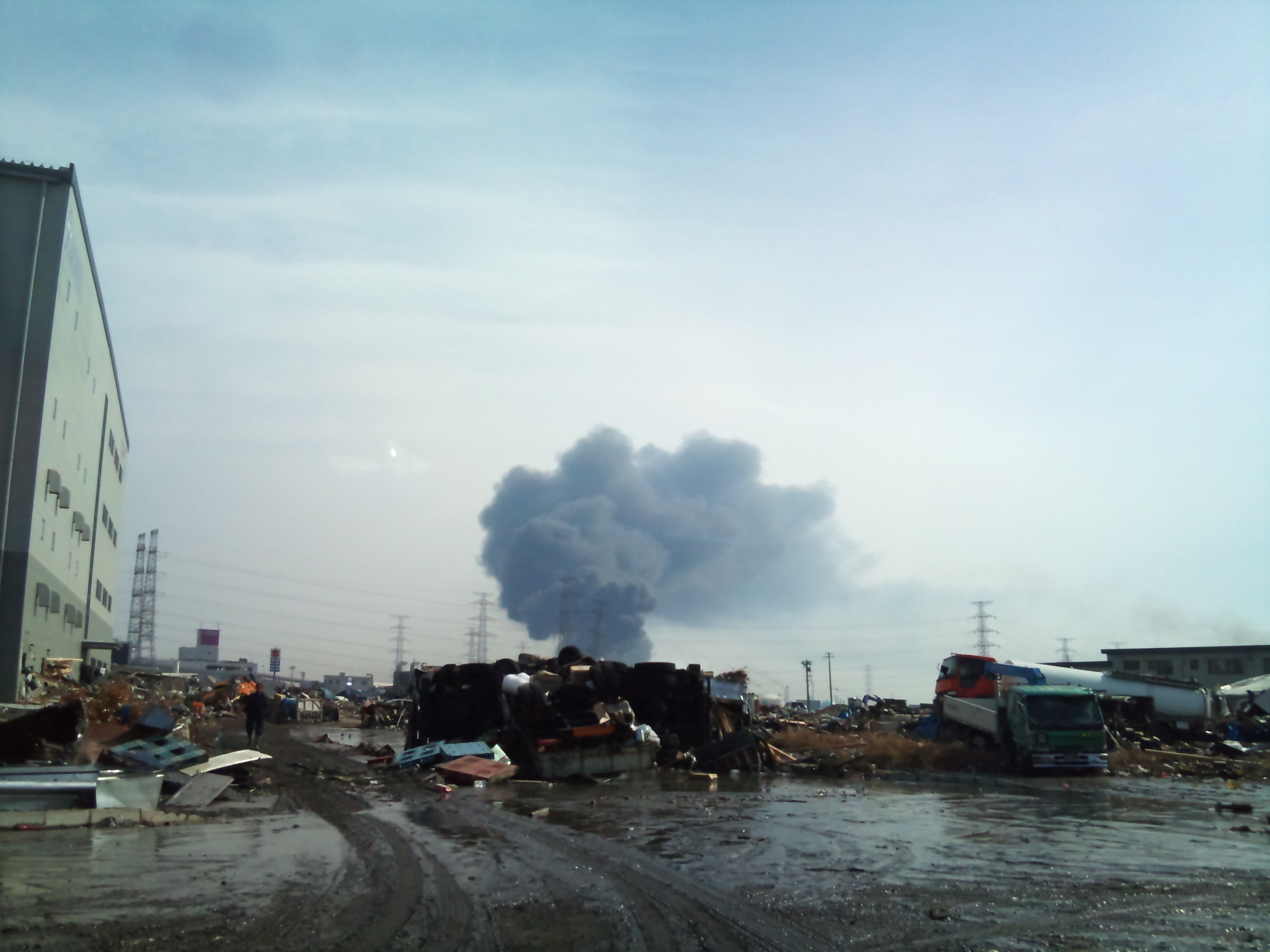
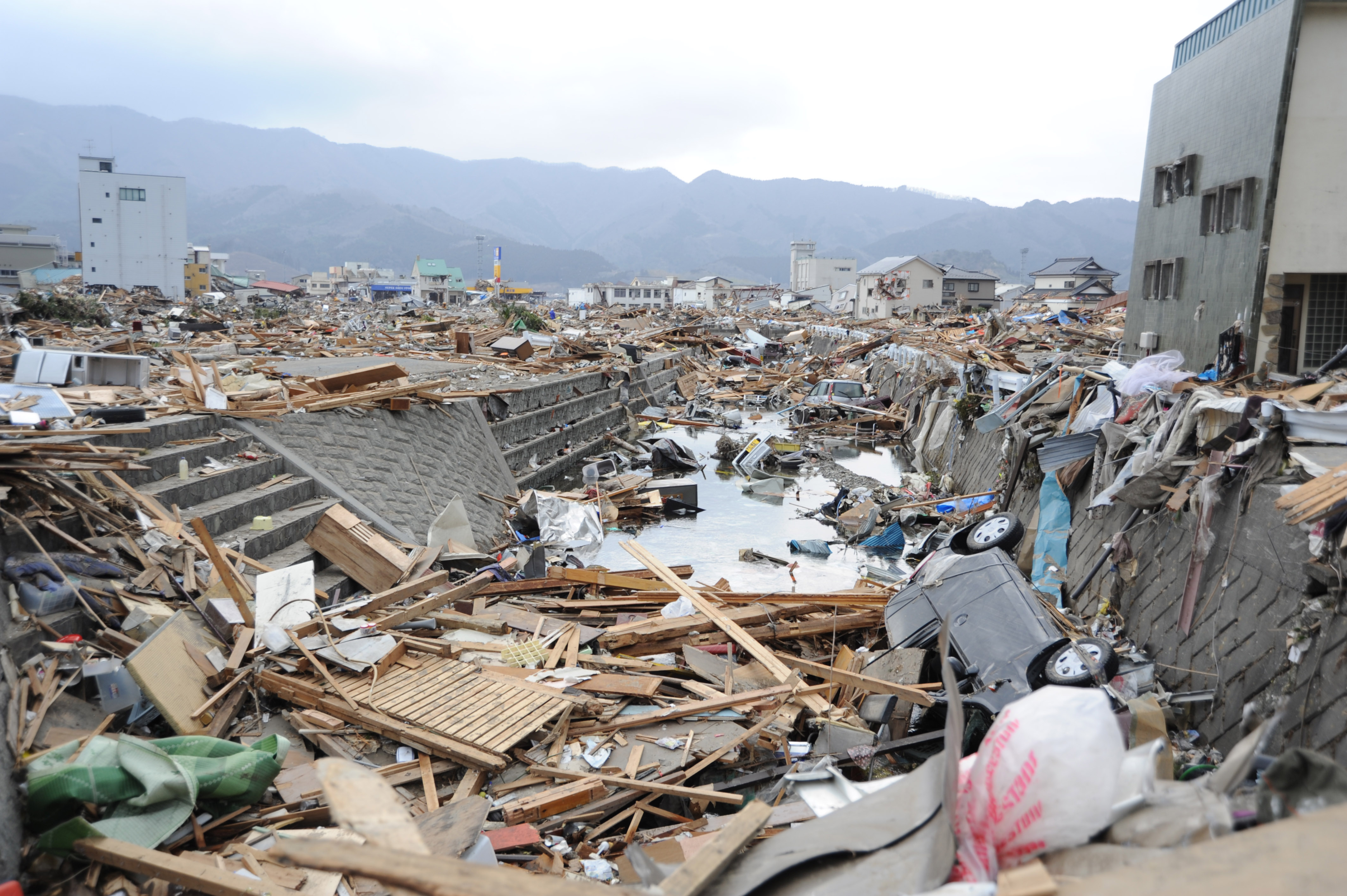
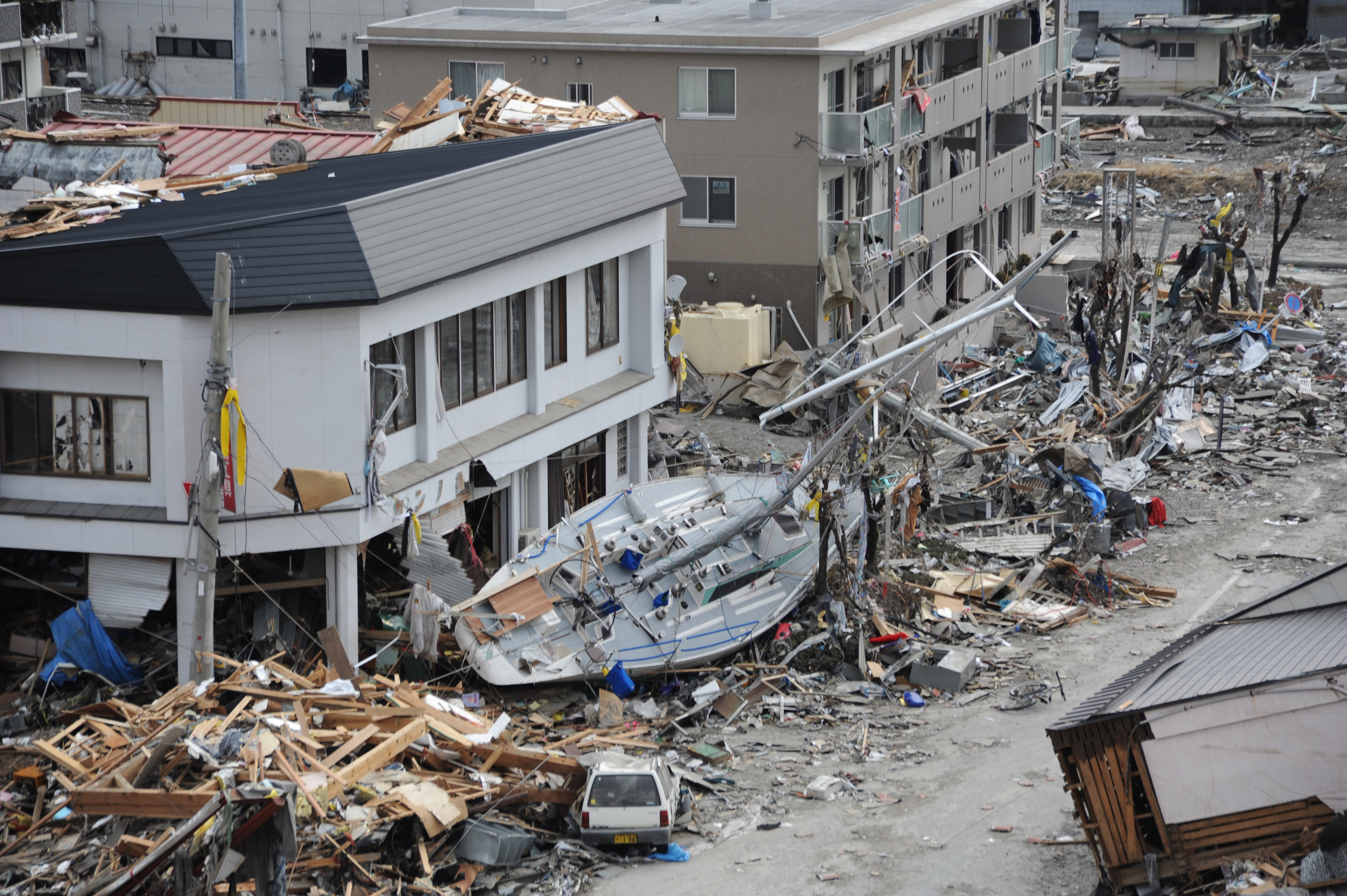
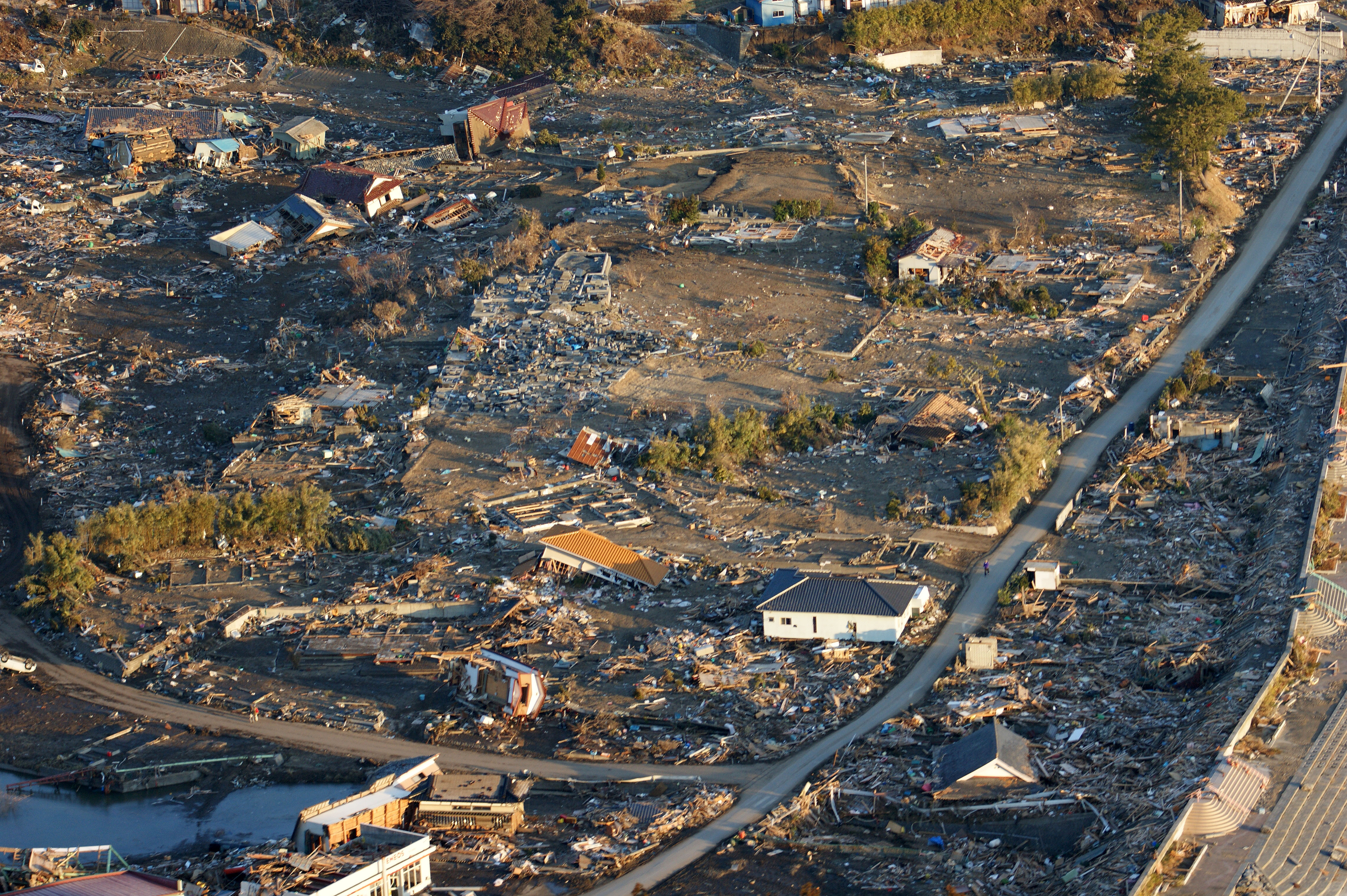